# Benutzername
Unter einem Benutzernamen (englisch username), tlw. auch als Benutzerkennung bezeichnet, versteht man einen Namen, mit dem sich ein Benutzer an einem Computer, einer Website oder bei einem Programm anmelden kann. Im Internet dient er, in Verbindung mit einem sicheren Passwort, meist zur Anmeldung auf ein Benutzerkonto und erfordert eine vorherige Registrierung. Im Fall von Diensten ohne festes Benutzerkonto, z. B. Internet Relay Chat, kann der Nickname mit dem Usernamen identisch sein.
Bei vielen Onlinediensten kann der Benutzername frei gewählt werden, solange er noch nicht an einen anderen Benutzer vergeben ist oder gegen die Allgemeinen Geschäftsbedingungen verstößt.
Einige Dienste verlangen zur Registrierung eines Benutzernamens eine E-Mail-Adresse zur eindeutigen Identifikation eines Benutzers. Um Missbrauch vorzubeugen verifizieren viele Dienste die vom Benutzer angegebene E-Mail-Adresse mit einem Double-Opt-In Verfahren. Dabei wird sichergestellt, dass der Benutzer Zugriff auf das Mailkonto der angegebenen Adresse hat.

## Sicherheitssteigerung mit Zwei-Faktor-Authentisierung
Mittlerweile empfehlen viele Dienste, zur Steigerung der Sicherheit des Benutzerkontos, zusätzlich ein weiteres Sicherheitsmerkmal zu hinterlegen. Dies wird auch als Zwei-Faktor-Authentifizierung bezeichnet. Hierbei wird nach der Authentifizierung mittels Benutzername und Passwort noch ein weiteres Merkmal überprüft. Dies kann beispielsweise eine per SMS versendete PIN sein.

## Rechtliche und politische Implikationen
Wenn die Verwendung des bürgerlichen Namens als Benutzername entweder seitens des Betreibers oder vom Staat verpflichtet wird, so spricht man von einem Klarnamenszwang oder Klarnamenspflicht.
Ein konkretes Beispiel hierfür ist die Debatte um die Verwendung von Pseudonymen im sozialen Netzwerk Facebook. Nach einer Klage zweier Nutzer hat der deutsche Bundesgerichtshof entschieden, dass Facebook, in dessen Geschäftsbedingungen eine Klarnamenpflicht festgeschrieben ist, auch Fantasienamen zulassen muss. Auslöser dafür war die 2018 in Kraft getretene Datenschutzgrundverordnung, die keine Bestimmungen zur Verwendung von Pseudonymen beinhaltet und somit offen lässt, ob Plattformbetreiber bei der Wahl des Benutzernamens die Nutzung von Klarnamen verlangen kann.
Die Folgen eines unzureichend geschützten Benutzernamens und Benutzerkontos können im Missbrauchsfalle weitreichend sein. So können Angreifer mit illegal erworbenen Benutzerkonten Waren bestellen, Abos abschließen oder ähnliche Aktionen unter falscher Identität durchführen.